# Вуларија
Вуларија је насељено место у саставу општине Ореховица у Међимурској жупанији, Хрватска. До територијалне реорганизације у Хрватској налазила се у саставу старе општине Чаковец.

## Становништво
На попису становништва 2011. године, Вуларија је имала 398 становника.

## Попис1991.
На попису становништва 1991. године, насељено место Вуларија је имало 530 становника, следећег националног састава:
| Попис 1991.‍  | Попис 1991.‍  | Попис 1991.‍ | Попис 1991.‍ | Попис 1991.‍ |
| ------------ | ------------ | ----------- | ----------- | ----------- |
|              |              |             |             |             |
| Хрвати       | Хрвати       |             | 496         | 93,58%      |
| Југословени  | Југословени  |             | 1           | 0,18%       |
| Муслимани    | Муслимани    |             | 1           | 0,18%       |
| Румуни       | Румуни       |             | 1           | 0,18%       |
| остали       | остали       |             | 2           | 0,37%       |
| неопредељени | неопредељени |             | 4           | 0,75%       |
| регион. опр. | регион. опр. |             | 1           | 0,18%       |
| непознато    | непознато    |             | 24          | 4,52%       |
| укупно: 530  |              |             |             |             |